# Cour basse de la Chapelle
 (octobre 2023).
Si vous disposez d'ouvrages ou d'articles de référence ou si vous connaissez des sites web de qualité traitant du thème abordé ici, merci de compléter l'article en donnant les références utiles à sa vérifiabilité et en les liant à la section « Notes et références ».
 (octobre 2023).
La cour basse de la Chapelle est une cour intérieure du château de Versailles, en France.
Elle est située dans l'aile nord du château de Versailles.